# Nerita yoldii
Nerita yoldii is een slakkensoort uit de familie van de Neritidae. De wetenschappelijke naam van de soort is voor het eerst geldig gepubliceerd in 1841 door Récluz.